# 기딩스 (텍사스주)

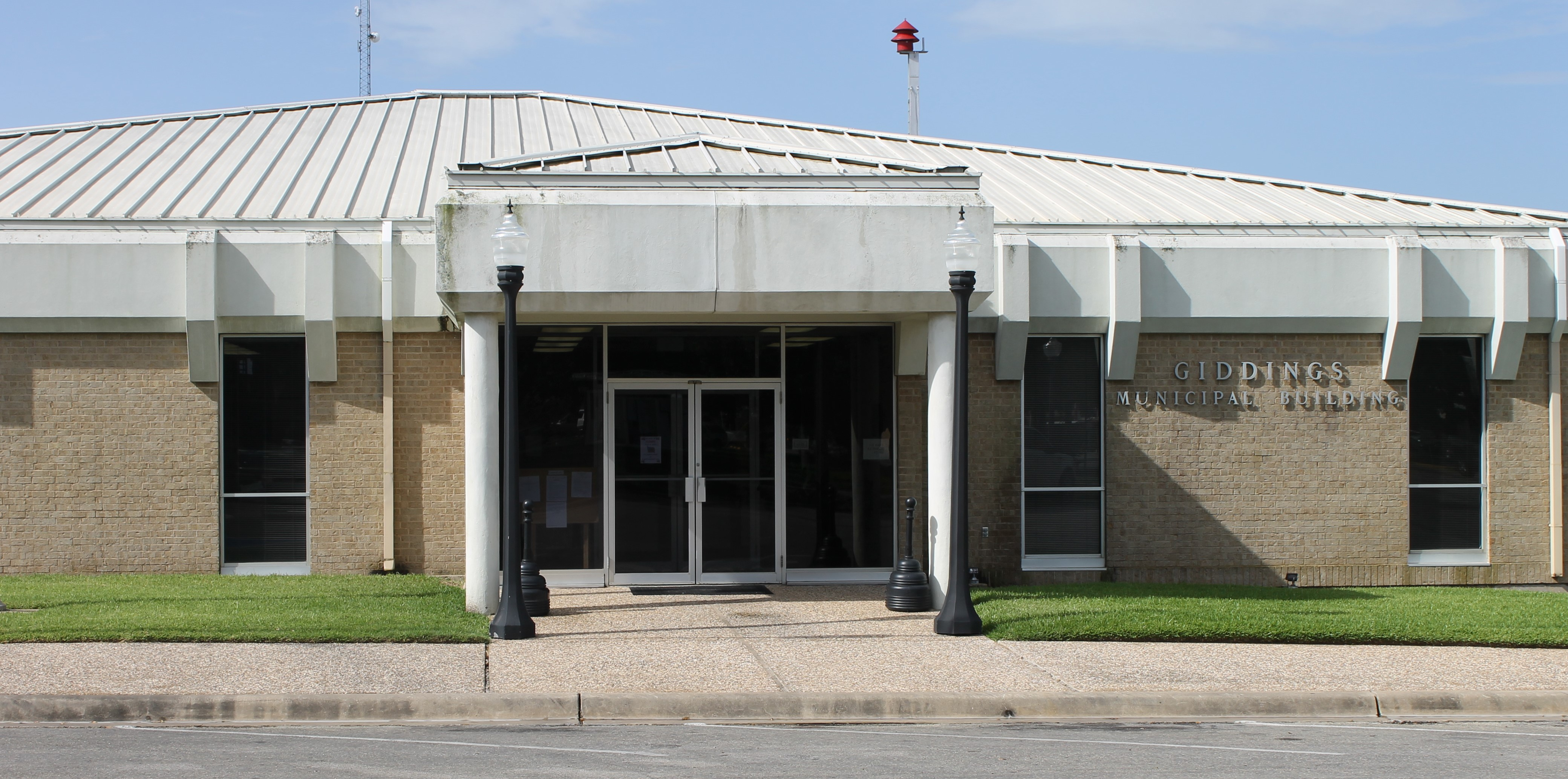

기딩스(Giddings)는 미국 텍사스주 리군의 군청 소재지이다. 2020년 인구 조사 기준으로 이 지역의 인구 수는 4,969명이다. 이 도시는 리군 안에 위치하며 로버트 E. 리 장군의 영예를 기리기 위해 명명되었다.

## 인구
| 인구조사              | 인구  | Note | %±    |
| --------------------- | ----- | ---- | ----- |
| 1880년                | 624   |      | —     |
| 1890년                | 1,203 |      | 92.8% |
| 1920년                | 1,650 |      | —     |
| 1930년                | 1,835 |      | 11.2% |
| 1940년                | 2,166 |      | 18.0% |
| 1950년                | 2,532 |      | 16.9% |
| 1960년                | 2,821 |      | 11.4% |
| 1970년                | 2,783 |      | −1.3% |
| 1980년                | 3,950 |      | 41.9% |
| 1990년                | 4,093 |      | 3.6%  |
| 2000년                | 5,105 |      | 24.7% |
| 2010년                | 4,881 |      | −4.4% |
| 2020년                | 4,969 |      | 1.8%  |
| U.S. Decennial Census |       |      |       |